# Золотой щит
Проект «Золотой щит» (кит. упр. 金盾工程, пиньинь Jīndùn gōngchéng, палл. Цзиньдун гунчэн, англ. The Golden Shield Project), неофициальное название — «Великий китайский файрвол» (англ. Great Firewall of China — игра слов, производное от англ. Great Wall of China — Великая Китайская стена) — система фильтрации содержимого интернета в КНР. Разработка проекта была начата в 1998 году, а в 2003 году он был введён в эксплуатацию по всей стране. Эта система включает такие подсистемы, как систему управления безопасностью (治安管理信息系统), систему информирования о правонарушениях (刑事案件信息系统), систему контроля выхода и ввода (出入境管理信息系统), информационную систему мониторинга (监管人员信息系统), систему управления трафиком (交通管理信息系统).
«Золотой щит» является одним из 12 ключевых проектов КНР в сфере e-government, именуемых «золотыми». В числе других «золотых» такие проекты, как «Золотые мосты» (金桥, для общеэкономической информации), «Золотая таможня» (金关, для иностранных торгов), «Золотая карта» (金卡, для электронных валют), «Золотые финансы» (金财, для управления финансами), «Золотое сельское хозяйство» (金农, для сельскохозяйственной информации), «Золотое налогообложение» (金税, для налогообложения), «Золотая вода» (金水, для информации о водных ресурсах), «Золотое качество» (金质, для контроля качества) и т. д..

## Функции
- Доступ к ряду иностранных сайтов с территории КНР закрыт в рамках проекта «Золотой щит»;
- Веб-сайты, базирующиеся на территории Китая, не могут ссылаться и публиковать новости, взятые из зарубежных новостных сайтов или СМИ, без специального одобрения;
- Веб-страницы фильтруются по ключевым словам, связанным с государственной безопасностью, а также по чёрному списку адресов сайтов.

## Примеры
- Ряд западных компаний выполняет требования китайских властей об ограничении доступа к информации. По данным организации «Репортёры без границ», китайская версия поисковой системы Yahoo! в результатах поиска не показывает определённую информацию[3].

- Сайт Википедии также неоднократно блокировался на территории КНР[4]. Причина блокировки обусловлена, в частности, описанием событий в Китае мая — июня 1989 года.

- Также системой блокируются сайты ряда религиозных и философских течений, в частности, трансгуманистических[5].